# Availles-Limouzine
Availles-Limouzine (okzitanisch Avalhas Lemosinas) ist eine westfranzösische Gemeinde mit 1.287 Einwohnern (Stand: 1. Januar 2022) im Département Vienne in der Region Nouvelle-Aquitaine. Die Gemeinde gehört zum Arrondissement Montmorillon und zum Kanton Civray. Die Einwohner werden Availles bzw. früher: Availlauds genannt.

## Lage
Availles-Limouzine liegt etwa 56 Kilometer südsüdöstlich von Poitiers in einer Höhe von etwa 150 Metern ü. d. M. Umgeben wird Availles-Limouzine von den Nachbargemeinden Le Vigeant im Norden, Millac im Nordosten, Abzac im Osten und Südosten, Lessac im Süden, Pressac im Westen sowie Saint-Martin-l’Ars im Nordwesten.

## Bevölkerungsentwicklung
| Jahr                       | 1962 | 1968 | 1975 | 1982 | 1990 | 1999 | 2006 | 2018 |
| Einwohner                  | 1524 | 1515 | 1397 | 1441 | 1324 | 1309 | 1311 | 1256 |
| Quellen: Cassini und INSEE |      |      |      |      |      |      |      |      |

## Sehenswürdigkeiten
Siehe auch: Liste der Monuments historiques in Availles-Limouzine
- Kirche St-Martin, erbaut ab dem 11. Jahrhundert
- Burgruine
- Tor und Befestigungsanlage

## Weblinks

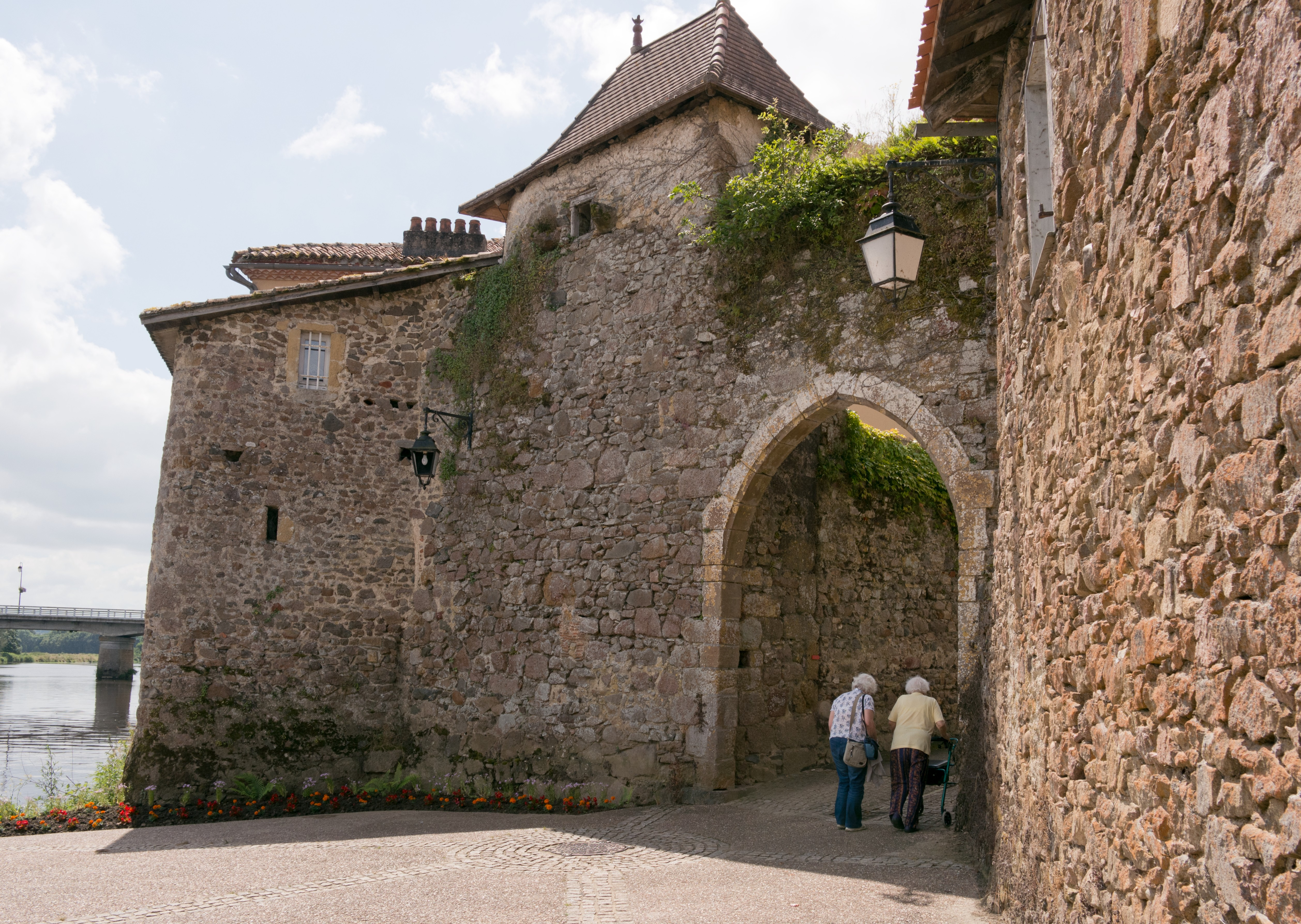
Befestigungsanlage von Availles-Limouzine